# Klapphus

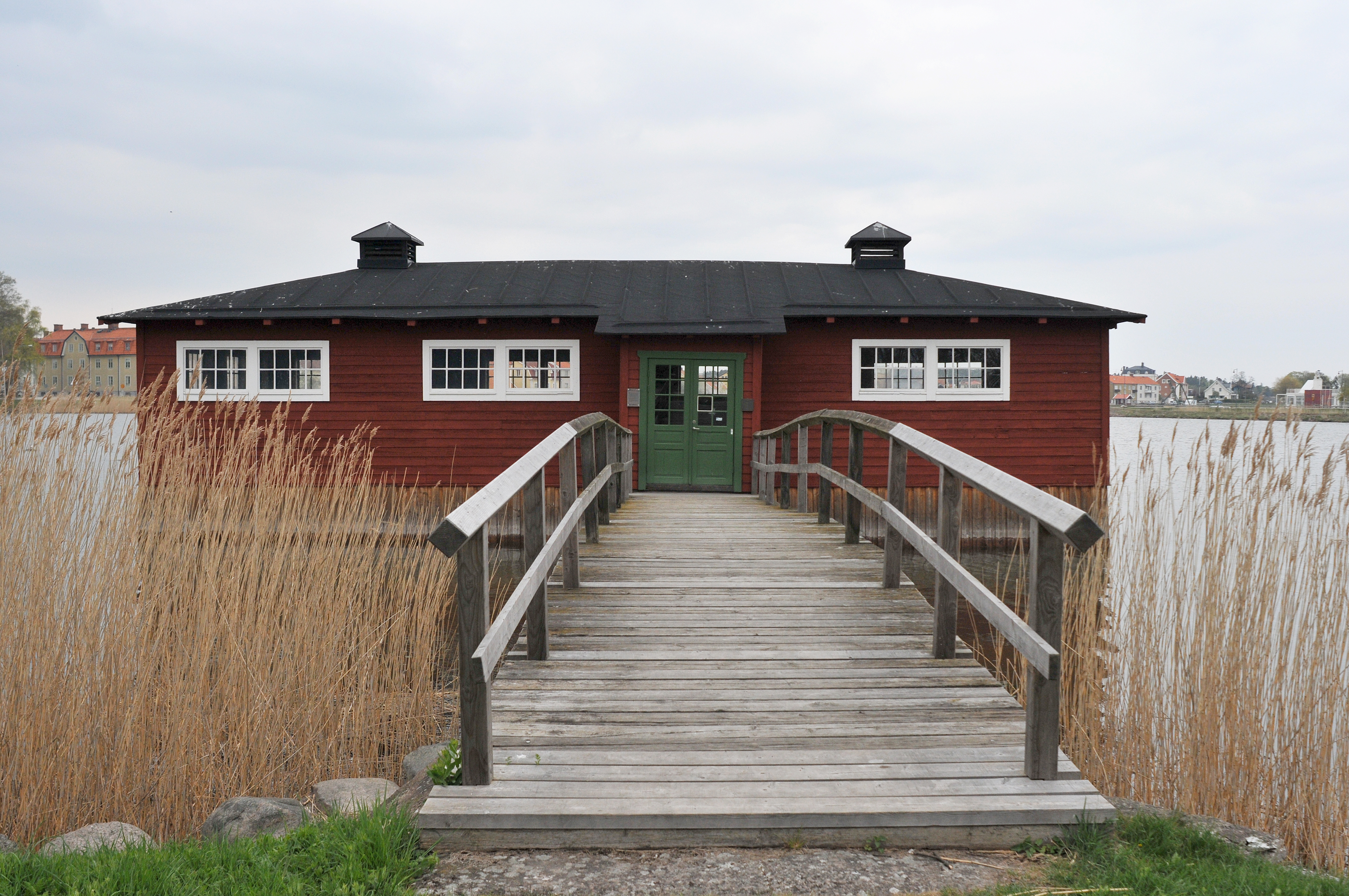
Klapphuset på Kvarnholmen i Kalmar

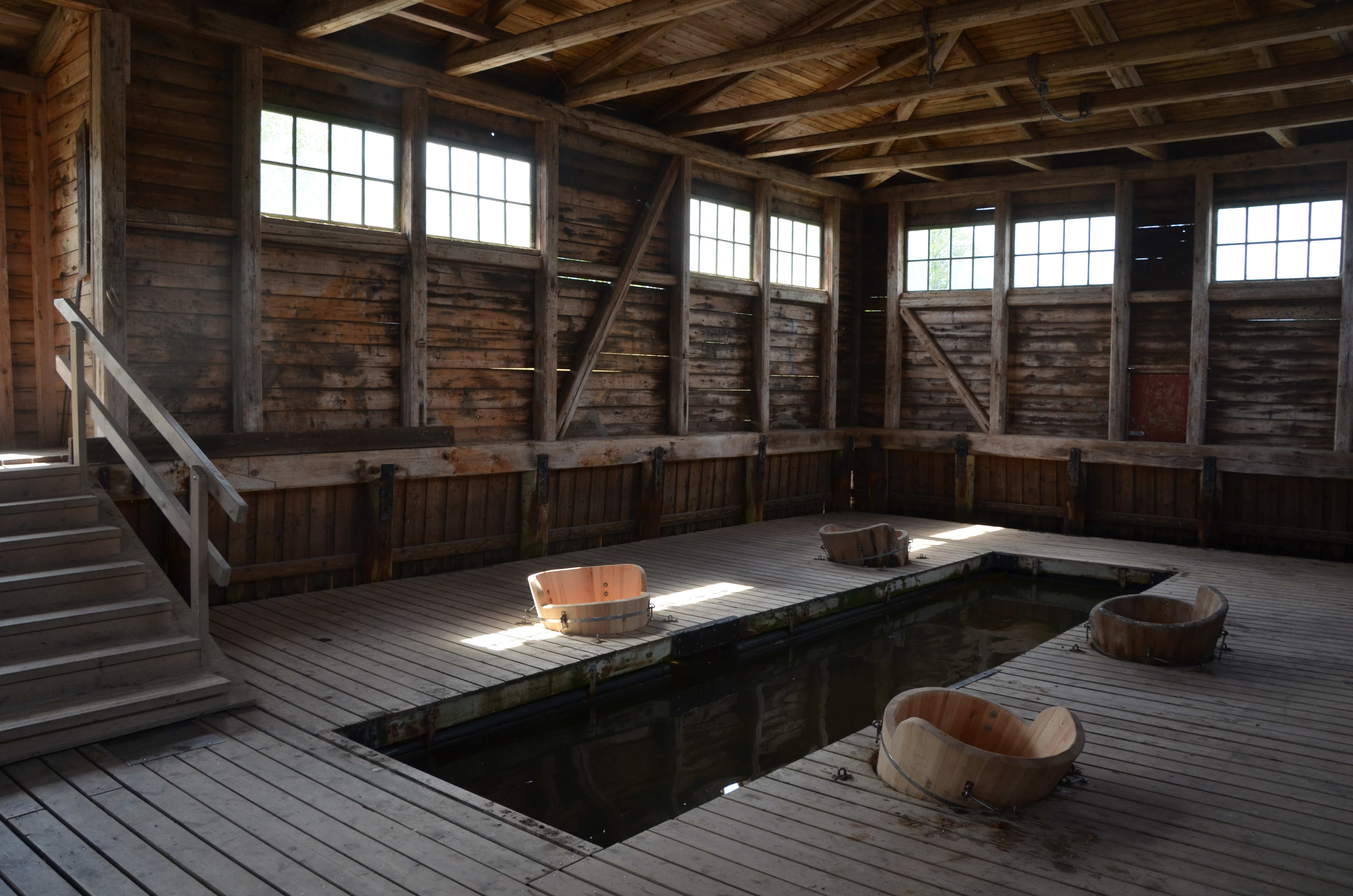
Interiör, Klapphuset i Kalmar

Klapphus var en byggnad för att tvätta och skölja textilier. Byggnaden var anlagd vid stranden av ett vattendrag, en sjö, eller havet. Klapphus användes i Sverige från ungefär 1850 till 1950. De flesta orter hade ett eller flera klapphus. Klapphuset hade samma funktion som klappbrygga, fast försett med tak och väggar. Klapphuset var större än klappbryggan och hade plats för fler tvätterskor.
Klapphuset stod på pålar eller flöt som en flotte. Det var fastsatt så att det inte flyttade sig med strömmen. Inuti fanns ett trägolv med en öppen rektangulär vattenyta i mitten. För att sköljprocessen skulle bli effektiv och arbetsbesparande fanns ibland ett sluttande plan från golvet ner i vattnet, där man kunde dra tvätten upp och ner och med klappträ slå ur vatten och rester av tvättmedlet. I bland fanns det tunnor, nedsänkta i golvet, där tvätterskorna kunde stå för att få bättre arbetsställning.
För att behålla golvet i nivå strax över vattenytan, kunde golvet vara flytande på vattnet, som en flotte. 
Före tvättmaskinernas tid tillämpades handtvätt. När handtvätten var klar sköljde man bort smuts och tvättmedel i rinnande vatten och det kunde man göra i klapphuset. Man kunde också tvätta i klapphuset, men då blev det tvätt i kallt vatten. Långt efter att rinnande vatten och tvättmaskiner blev vanliga i hushåll var det populärt att tvätta mattor i klapphus.
I stadsdelen Kvarnholmen i Kalmar finns ett bevarat klapphus. Det är troligen Skandinaviens enda kvarvarande klapphus. Klapphuset i Kalmar förklarades som byggnadsminne 1983. 